# Aérodrome d'Oyem
L'aéroport d'Oyem est un aéroport desservant Oyem, dans la province de Woleu-Ntem, au Gabon. 

## Situation
Géographiquement, l'aéroport se trouve à 4 kilomètres au sud de la ville. 
| Franceville Koulamoutou Libreville Makokou Mouila Oyem Port-Gentil Tchibanga |

Cet aéroport, réhabilité lors de la lors de la Coupe d’Afrique des Nations 2017, nécessitait en 2020 de nouveaux travaux d'entretien pour assurer la viabilité de son infrastructure.

## Compagnie aérienne et destinations
| Compagnies                    | Destinations                     |
| ----------------------------- | -------------------------------- |
| Nationale Régionale Transport | Libreville-Léon Mba, Port-Gentil |

Edité le 16/10/2023

## Codification
La codification de l'Association internationale du transport aérien IATA est OYE, pour cet aérodrome. La codification de  l'organisation de l'aviation civile internationale (ICAO) est FOGO.